# 米谷優
米谷 優（よねや ゆう、1990年1月1日 -）は、東京都葛飾区立石出身のプロスキーヤー。スキースロープスタイル、スキーハーフパイプの元日本代表選手。都立江戸川高校卒業。2013年7月よりアークコミュニケーションズスキーチーム所属。

## 経歴
- 東京都葛飾区立石出身
- 葛飾区立本田小学校 - 葛飾区立本田中学校 - 東京都立江戸川高等学校 - 尾瀬スノースポーツクラブ - アークコミュニケーションズスキーチーム

冬季競技の選手としては珍しい東京都下町の出身。ダイバーの父と、水泳選手だった母の影響で、幼少期から多くのスポーツを経験する。中学生2年生のときにスキー移動教室で、当時の担任の先生に「もう学校にこなくてもいいから、スキーでどこまでいけるかやってみろ。」と背中を押されたことがきっかけで本格的にスキーを始める。17歳のときに友人に誘われてスノーボードのジャンプの大会X-TRAIL JAMを観戦に行った際に、スキーヤーがエキシビジョンで飛んでいることに衝撃を受け、フリースキーを始める。21歳で、日本人として初めて、完璧にグラブしたダブルコーク1260をメイクして一躍国内選手として頭角を現した。2013年シーズンにはワールドカップで9位に入り、ノルウェーで行われた世界選手権の日本代表に選出された。競技活動の傍ら、自身で作成したプレゼン資料を片手にスポンサー活動を精力的に行い、2013年7月に、株式会社アークコミュニケーションズと所属契約を締結し、フリースキー競技者としては初の実業団入りを果たした。
2015年12月に、ハーフパイプ競技に転向することを所属会社が発表。2016-17シーズンには各国のナショナルカップで優勝を果たし、競技転向からわずか2年でハーフパイプ種目でのワールドカップ出場権を獲得し、2017-18シーズンはハーフパイプ男子日本代表としてW杯を転戦した。
2018年5月に、所属会社が競技引退を発表。同チームのマネージャーに就任した。
同月、全日本スキー連盟のスロープスタイル・ハーフパイプのコーチに就任する。
2019年、フリーライドの世界大会、Freeride World Tourの日本アンバサダーに任命され、動画の企画で参戦したFREERIDE WORLD QUALIFIER 舞子ステージで優勝する様子が、自身のYoutubeチャンネルで配信された。
2020年に株式会社ファーストロジックが主催する「大家さんデビュープログラム」に出場し、応募者2,300名の中から優勝を果たす。大家デビューまでの活動記録が、同社が運営するオウンドメディア「楽待チャンネル」で取り上げられた。
2022年2月10日、新潟県湯沢地方で豪雪に見舞われ、twitterに車上の大量の積雪を「寿司？」と写真とともにつぶやいたところ、またたく間に約35万件以上のいいねを獲得、ネットニュースにも取り上げられた。twitterでは投稿がバズると宣伝をするのが通例となっているが、自身の事業があるにもかかわらず「皆、スキーしよう！」と呼びかけた。

## 戦歴
- 2019年 FREERIDE WORLD QUALIFIER 舞子ステージ 1位
- 2018年 ワールドカップ・アメリカ 18位
- 2017年 ワールドカップ・中国 12位
- 2017年 ワールドカップ・アメリカ 19位
- 2017年 ワールドカップ・ニュージーランド 25位
- 2017年 コンチネンタルカップ・ニュージーランド 5位
- 2017年 ナショナルチャンピオンシップ・ロシア 1位
- 2017年 ナショナルカップ・オーストリア 4位
- 2017年 ナショナルチャンピオンシップ・韓国 1位
- 2017年 ノースアメリカンカップ・カナダ 6位
- 2017年 レボリューションツアー・アメリカ 2位
- 2016年 ノースアメリカンカップ・カナダ 9位
- 2013年 世界選手権ノルウェー大会 日本代表
- 2012年 スーパーコンチネンタルカップ・アルゼンチン 6位
- 2012年 ワールドカップ・アルゼンチン 9位
- 2012年 全日本ウォータージャンプ選手権 2位
- 2011年 100%PURE ウィンターゲームス・ニュージーランド 13位
- 2011年 長野・白馬さのさかオープン 優勝